# Джуца перша
Гора́ Джуца́, Юца (тюрк. джилы-су — «тепла вода») — гора вулканічного походження, має конічну форму, витягнута з півночі на південь. Розташовується на схід від села Юца, на правому березі річки Джуци. Висота гори над рівнем моря — 973,2 м. Висота гори над місцевістю — 350 метрів.
Гора Юца особлива охоронна природна територія (ООПТ).